# SGI Onyx

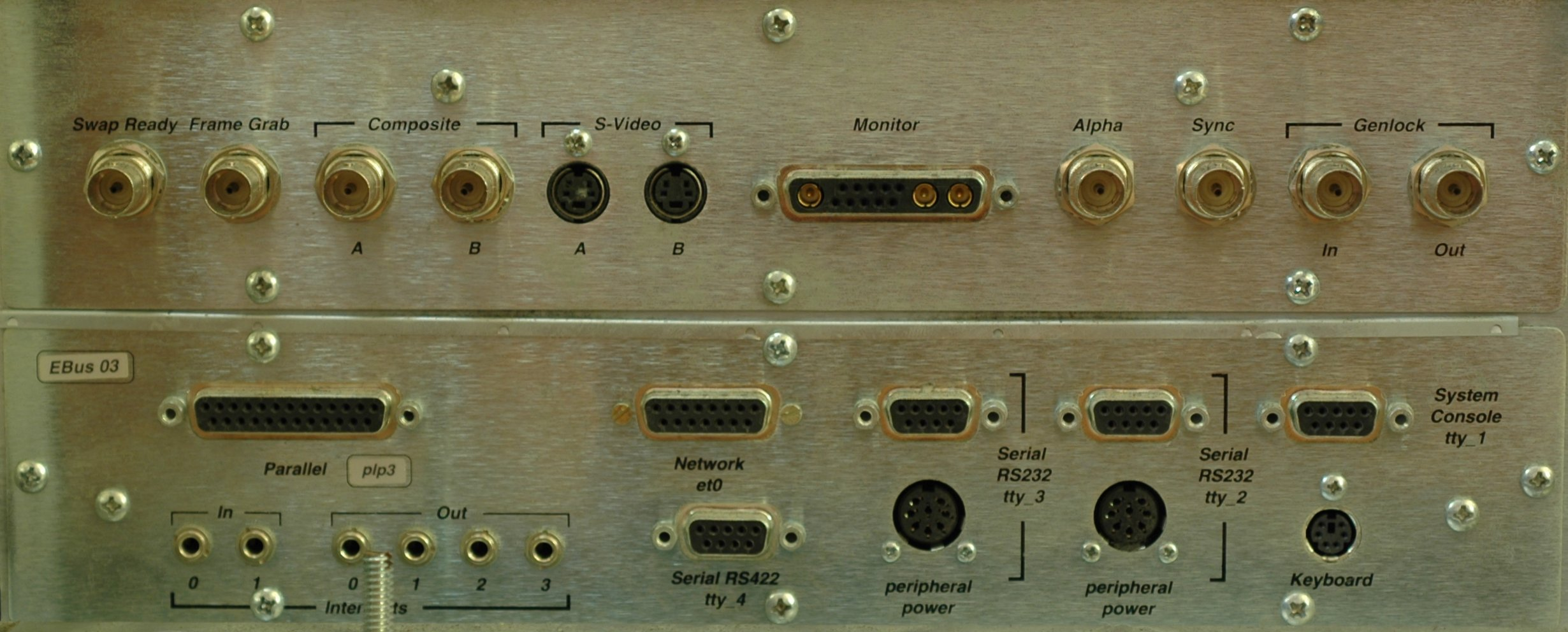
Puertos E/S del Onyx

El Onyx, cuyo nombre en código es Eveready (modelos de escritorio) y Terminator (modelos para montaje en rack), es una serie de sistemas de visualización diseñados y fabricados por SGI, introducidos en 1993. La arquitectura básica del sistema de Onyx se basa en los servidores SGI Challenge, pero con la notable inclusión de hardware de gráficos.
Se empleó a principios de 1995 para los kits de desarrollo utilizados para producir software para la Nintendo 64, y, debido a que la tecnología era muy nueva, el Onyx se destacó como el factor más importante para el impresionante precio de US$100.000 a US$250.000 para dichos kits.
Fue sucedido por el SGI Onyx2 en 1996 y fue discontinuado el 31 de marzo de 1999.

## Microprocesador

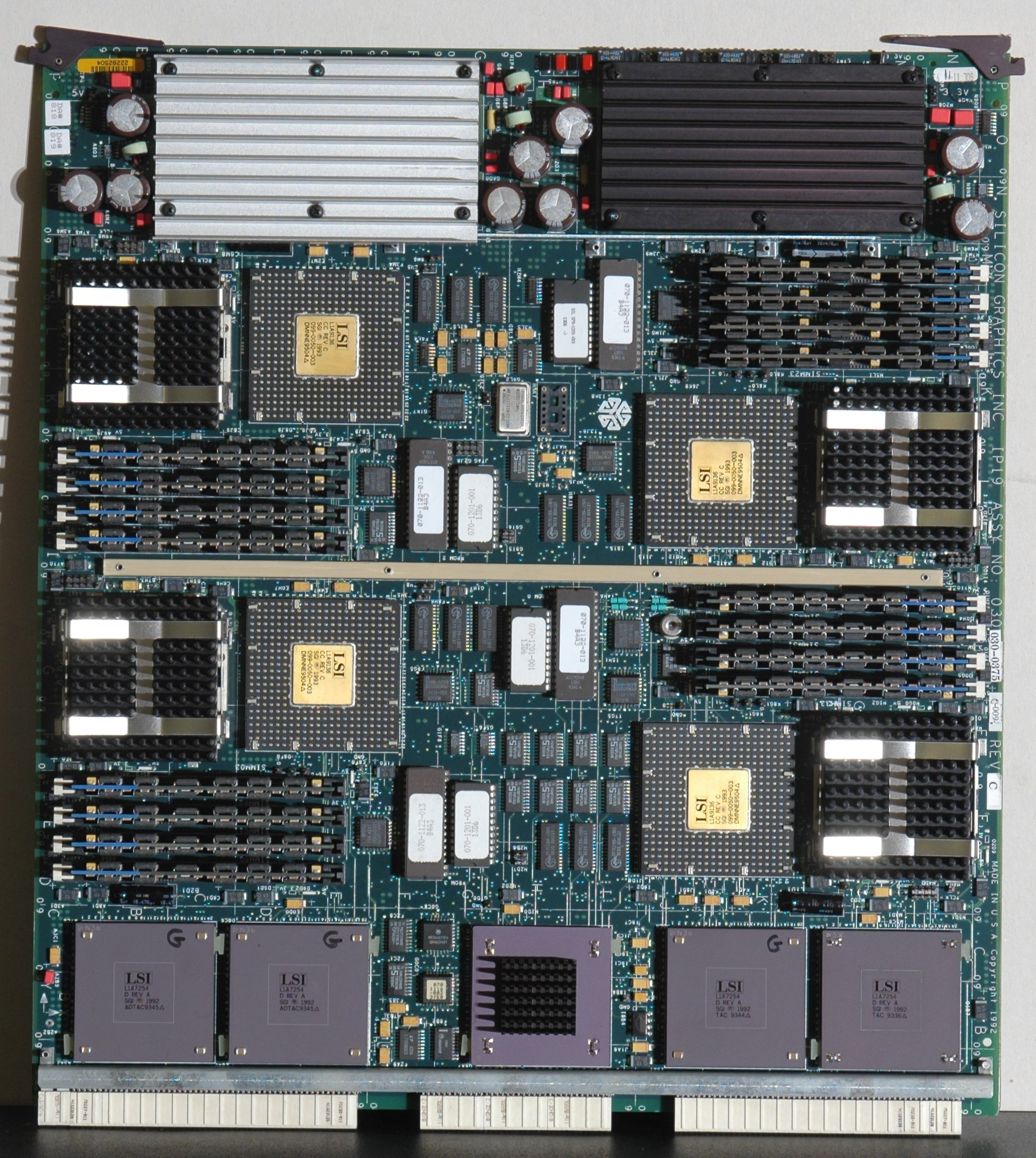
IP19 con cuatro R4400s.

La variante de escritorio puede aceptar una placa de CPU, y la variante de montaje en rack puede aceptar hasta seis placas de CPU. Ambos modelos se lanzaron con la placa de CPU IP19 con uno, dos o cuatro microprocesadores MIPS R4400, inicialmente con opciones de 100 y 150 MHz y luego aumentados a 200 y 250 MHz. Más tarde, se introdujo la placa de la CPU IP21, con uno o dos microprocesadores R8000 a 75 o 90 MHz; Las máquinas con esta placa fueron referidas como POWER Onyx. Finalmente, SGI presentó la placa IP25 con uno, dos o cuatro microprocesadores R10000 a 195 MHz.

## Subsistema gráfico
El Onyx inicialmente utilizó los subsistemas de gráficos RealityEngine2 o VTX, y más tarde, InfiniteReality, que se introdujo en 1995.

### RealityEngine2
El RealityEngine2 es el subsistema de gráficos de gama alta original para el Onyx y se produjo en dos modelos. El modelo de escritorio tiene una placa GE12 con 12 procesadores GE (Geometry Engine), hasta cuatro placas RM4 y una placa DG4. El modelo de montaje en rack difiere al admitir cuatro placas RM4 o RM5, pero por lo demás es el mismo.

#### VTX
El subsistema de gráficos VTX es una versión con costo reducido de RealityEngine2, que utiliza el mismo hardware pero en una configuración con características reducidas que no se puede actualizar. Consiste en una placa GE10 con seis procesadores GE (Geometry Engine), una placa RM4 y una placa DG2.

### InfiniteReality
El InfiniteReality reemplazó al RealityEngine2 como el subsistema de gráficos de alta gama para el Onyx cuando se introdujo en 1996. Se produjo en dos modelos; el modelo de escritorio consta de una placa GE12 con motores de geometría GE11, una o dos placas RM6 y una placa DG4, mientras que el modelo de montaje en rack difiere al admitir hasta cuatro placas RM6.

## Lectura adicional
- POWER Onyx and Onyx Deskside Owner's Guide (document number: 007-1733-070).
- POWER Onyx and Onyx Rackmount Owner's Guide (document number: 007-1736-060).

- Datos: Q3459526